# الدوري الإيطالي الدرجة الثانية 1971–72
الدوري الإيطالي الدرجة الثانية 1971–72 (بالإيطالية: Serie B 1971-1972)‏ هو موسم من الدوري الإيطالي الدرجة الثانية. أقيم خلال الفترة 26 سبتمبر 1971 وحتى 18 يونيو 1972، وأشرف على تنظيمه Lega Nazionale Professionisti ‏، وكان عدد الأندية المشاركة فيه 20، وفاز فيه نادي ترنانا.